# Pimpla xalapana
Pimpla xalapana (лат.) — вид ихневмоноидных наездников рода пимплы из подсемейства Pimplinae (Ichneumonidae, Hymenoptera). Вид назван в честь типового местонахождения в Мексике (Xalapa).

## Распространение
Мексика (штат Веракрус, Xalapa), Гондурас.

## Описание
Длина переднего крыла 8,2 мм. Перепончатокрылые насекомые-ихневмониды, которые сходны с P. carlosi тем, что имеет тергиты 2—7 чёрные с узкой бледной задней полосой и короткий необычно тонкий яйцеклад, но отличается от этого вида гораздо более интенсивно жёлтой окраской головы, мезосомы и ног. Вид был впервые описан в 2021 году энтомологами из мексиканского университета штата Тамаулипас Universidad Autónoma de Tamaulipas, Андреем Халаимом и E. Ruíz-Cancino.
Окраска тела Преимущественно жёлтая и чёрная. Голова жёлтая с узко чёрным скуловым пространством, черноватой узкой продольной черноватой полосой на лице, лоб с широкой срединной чёрной полосой через глазницы к темени, задние 2/3 темени, щёки сверху и сзади и весь затылок чёрные. Ротовые части жёлтые. Клипеус жёлтый в верхних 0,6, коричневатый в нижних 0,4; клипеальная борозда коричневатая. Мандибулы жёлтые, зубы черноватые. Антенны с заднеспинкой полностью жёлтые, ножка и жгутик коричневые. Мезосома чёрная с обширными жёлтыми отметинами. Проторакс жёлтый, переднеспинка чёрная с задними метками. Мезоскутум чёрный с парой жёлтых субпараллельных продольных меток, простирающихся от переднебоковых краёв мезоскутума до 0,85 его длины, и узкими незаметными желтоватыми метками вдоль латерального края мезоскутума примерно на уровне тегулов. Мезоплевры с широкой срединной меткой, простирающейся от переднего края до заднего угла, и жёлтым субалярным выступом. Щитик жёлтый с задним краем узко чёрный. Постскутеллум жёлтый. Мезепимерон ярко-жёлтый. Метаплеврон чёрный с крупной полукруглой жёлтой меткой дорсально. Проподеум жёлтый с крупными чёрными отметинами переднелатерально, дорсально и заднелатерально. Тегулы коричневатые с крайним задним углом жёлтые.
Крылья слегка желтоватые. Жилки коричневые до тёмно-коричневых. Птеростигма тёмно-коричневая, с широкой срединной бледно-коричневой меткой, идущей от основания к вершине. Передние ноги с коксами, трохантерами, трохантеллусами и голенями жёлтые, бёдра коричневые с желтоватой внутренней стороной, предплюсны желтоватые с инфузорчатым вершинным лучом. Средняя лапка: кокса жёлтая с чёрной дорсальной меткой на вершине, трохантер и трохантеллус жёлтые, бедро коричневатое, голень в основном жёлтая с основанием и вершиной коричневатая, лапка желтовато-коричневая с дистальным тарзомером в вершине черноватая. Задняя лапка: кокса жёлтая с крупной чёрной дорсальной меткой на вершине, апикальная половина коричневатая латерально и вентрально, трохантер и трохантеллус жёлтые (трохантеллус апикально красноватый), бедро красновато-коричневое с чёрной меткой апикально и с желтоватой полосой на переднебоковой поверхности, голень жёлтая с узкой базальной и широкой апикальной чёрными метками, голенные шпоры коричневые, лапки (включая коготки) полностью чёрные. Первый тергит чёрный с широкой жёлтой полосой на задней 1/3. Тергиты 2—7 также жёлто-полосатые сзади, полосы довольно широкие на тергитах 2—3 и становятся более узкими на задних тергитах. Ножны яйцеклада чёрные.